# Birrindudu-Becken
Das Birrindudu-Becken (engl.: Birrindudu Basin) ist ein Sedimentbecken im Nordwesten des Bundesterritoriums Northern Territory und im Nordosten des Bundesstaates Western Australia, Australien. Es nimmt eine Fläche von 35.000 km2 ein.
In dem Sedimentbecken befinden sich bis zu etwa 6 km mächtige Gesteinsschichten, die vom Paläoproterozoikum bis zum Mesoproterozoikum vor etwa 1837 bis etwa 1550 Millionen Jahren entstanden. Die in dem Becken befindlichen Gesteine sind Arenite, Konglomerate, Tonstein, Hornstein, Kalkstein und Sandstein. 
Das Birrindudu-Becken überlagert teilweise die Pine-Creek-Orogen im Norden und wird von Wiso und Daly-Becken im Osten, vom Ord-Becken im Südwesten, das Wolfe-Creek-Becken im Westen und Victoria-Becken im Norden überlagert. Weiter im Süden wird es von der Tanami-Region überlagert und im Nordwesten hat es Kontakt zum Bonaparte-Becken und zum Halls-Creek-Orogen. 
Erkundungen erbrachten Erkenntnisse über Blei- und Zinkerze (Galenit, Sphalerit, Chalkopyrit), sowie Flussspat. Diese Mineralvorkommen haben bisher keine wirtschaftliche Bedeutung erlangt. Ähnlich sieht es mit Baryt- und Erdölvorkommen aus. Etwa 12 Kilometer südlich der Ortschaft Timber Creek wurde 1992 eine Kimberlitschlot entdeckt, der ein Diamantvorkommen ist. Insgesamt wurden hier vier Kimberlite bekannt. Nach einem Versuchsabbau wurde das Vorkommen 2009 als unökonomisch eingestuft.